# Rhantus consputus
Rhantus consputus är en skalbaggsart som först beskrevs av Sturm 1834.  Rhantus consputus ingår i släktet Rhantus och familjen dykare. Arten har ej påträffats i Sverige. Inga underarter finns listade i Catalogue of Life.